# Aeroportul Moabi
Aeroportul Moabi (IATA: MGX, ICAO: FOGI) este un aeroport din Provincia Nyanga, Gabon.
Situat la o altitudine de 240 m, aeroportul dispune de o singură pistă.